# Remo nos Jogos Olímpicos de Verão de 2008 - Skiff duplo leve masculino
As competições da classe skiff duplo peso leve masculino do remo nos Jogos Olímpicos de Verão de 2008 foram realizadas entre os dias 9 e 17 de agosto. Os eventos foram disputados no Parque Olímpico Shunyi. Nesta prova, os dois remadores têm que ter peso médio de 70 kg, mas nenhum deles pode pesar mais de 72,5 kg.

## Medalhistas
| Ouro   | GBR Zac Purchase e Mark Hunter              |
| Prata  | GRE Dimitrios Mougios e Vasileios Polymeros |
| Bronze | DEN Mads Rasmussen e Rasmus Quist           |

## Resultados

### Eliminatórias
Regras de classificação: 1-2->SA/B, 3..->R

#### Eliminatória 1
| Pos. | Atletas                                | País             | Tempo   |      |
| ---- | -------------------------------------- | ---------------- | ------- | ---- |
| 1    | Zac Purchase, Mark Hunter              | GBR Grã-Bretanha | 6:13.69 | SA/B |
| 2    | Dimitrios Mougios, Vasileios Polymeros | GRE Grécia       | 6:16.10 | SA/B |
| 3    | Jonathan Koch, Manuel Brehmer          | GER Alemanha     | 6:21.99 | R    |
| 4    | Kazushige Ura, Daisaku Takeda          | JPN Japão        | 6:24.21 | R    |
| 5    | Mohamed Ryad Garidi, Kamel Ait Daoud   | ALG Argélia      | 6:43.94 | R    |

#### Eliminatória 2
| Pos. | Atletas                                | País          | Tempo   |      |
| ---- | -------------------------------------- | ------------- | ------- | ---- |
| 1    | Marcello Miani, Elia Luini             | ITA Itália    | 6:16.16 | SA/B |
| 2    | Zhang Guolin, Sun Jie                  | CHN China     | 6:17.62 | SA/B |
| 3    | Samuel Beltz, Thomas Gibson            | AUS Austrália | 6:19.15 | R    |
| 4    | Eyder Batista, Yunior Perez            | CUB Cuba      | 6:19.36 | R    |
| 5    | Devender Kumar Khandwal, Manjeet Singh | IND Índia     | 6:37.13 | R    |

#### Eliminatória 3
| Pos. | Atletas                                    | País          | Tempo   |      |
| ---- | ------------------------------------------ | ------------- | ------- | ---- |
| 1    | Mads Rasmussen, Rasmus Quist               | DEN Dinamarca | 6:14.84 | SA/B |
| 2    | Douglas Vandor, Cameron Sylvester          | CAN Canadá    | 6:17.58 | SA/B |
| 3    | Zsolt Hirling, Tamás Varga                 | HUN Hungria   | 6:19.60 | R    |
| 4    | Rodolfo Collazo Tourn, Angel Javier Garcia | URU Uruguai   | 6:25.86 | R    |
| 5    | Thiago Gomes, Thiago Almeida               | BRA Brasil    | 6:30.78 | R    |

#### Eliminatória 4
| Pos. | Atletas                         | País              | Tempo   |      |
| ---- | ------------------------------- | ----------------- | ------- | ---- |
| 1    | Storm Uru, Peter Taylor         | NZL Nova Zelândia | 6:16.78 | SA/B |
| 2    | Maxime Goisset, Frederic Dufour | FRA França        | 6:20.17 | SA/B |
| 3    | Pedro Fraga, Nuno Mendes        | POR Portugal      | 6:24.35 | R    |
| 4    | So Sau Wah, Chow Kwong Wing     | HKG Hong Kong     | 6:34.51 | R    |
| 5    | Jang Kang-eun, Kim Hong-kyun    | KOR Coreia do Sul | 6:42.97 | R    |

### Repescagens
Regras de classificação: 1-2->SA/B, 3..->SC/D

#### Repescagem 1
| Pos. | Atletas                                    | País          | Tempo   |      |
| ---- | ------------------------------------------ | ------------- | ------- | ---- |
| 1    | Jonathan Koch, Manuel Brehmer              | GER Alemanha  | 6:41.48 | SA/B |
| 2    | Samuel Beltz, Thomas Gibson                | AUS Austrália | 6:42.42 | SA/B |
| 3    | Rodolfo Collazo Tourn, Angel Javier Garcia | URU Uruguai   | 6:46.98 | SC/D |
| 4    | Thiago Gomes, Thiago Almeida               | BRA Brasil    | 6:51.99 | SC/D |
| 5    | So Sau Wah, Chow Kwong Wing                | HKG Hong Kong | 6:58.71 | SC/D |
| 6    | Mohamed Ryad Garidi, Kamel Ait Daoud       | ALG Argélia   | 7:05.73 | SC/D |

#### Repescagem 2
| Pos. | Atletas                                | País              | Tempo   |      |
| ---- | -------------------------------------- | ----------------- | ------- | ---- |
| 1    | Pedro Fraga, Nuno Mendes               | POR Portugal      | 6:39.07 | SA/B |
| 2    | Eyder Batista, Yunior Perez            | CUB Cuba          | 6:40.15 | SA/B |
| 3    | Kazushige Ura, Daisaku Takeda          | JPN Japão         | 6:43.03 | SC/D |
| 4    | Zsolt Hirling, Tamás Varga             | HUN Hungria       | 6:50.48 | SC/D |
| 5    | Devender Kumar Khandwal, Manjeet Singh | IND Índia         | 7:02.06 | SC/D |
| 6    | Jang Kang-Eun, Kim Hong-Kyun           | KOR Coreia do Sul | 7:12.17 | SC/D |

### Semifinais C/D
Regras de classificação: 1-3->FC, 4..->FD

#### Semifinal C/D 1
| Pos. | Atletas                                    | País              | Tempo   |    |
| ---- | ------------------------------------------ | ----------------- | ------- | -- |
| 1    | Zsolt Hirling, Tamás Varga                 | HUN Hungria       | 6:28.84 | FC |
| 2    | Rodolfo Collazo Tourn, Angel Javier Garcia | URU Uruguai       | 6:33.49 | FC |
| 3    | So Sau Wah, Chow Kwong Wing                | HKG Hong Kong     | 6:33.79 | FC |
| 4    | Jang Kang-eun, Kim Hong-kyun               | KOR Coreia do Sul | 6:47.13 | FD |

#### Semifinal C/D 2
| Pos. | Atletas                                | País        | Tempo   |    |
| ---- | -------------------------------------- | ----------- | ------- | -- |
| 1    | Kazushige Ura, Daisaku Takeda          | JPN Japão   | 6:29.30 | FC |
| 2    | Thiago Gomes, Thiago Almeida           | BRA Brasil  | 6:39.91 | FC |
| 3    | Devender Kumar Khandwal, Manjeet Singh | IND Índia   | 6:40.34 | FC |
| 4    | Mohamed Ryad Garidi, Kamel Ait Daoud   | ALG Argélia | 6:43.80 | FD |

### Semifinais A/B
Regras de classificação: 1-3->FA, 4..->FB

#### Semifinal A/B 1
| Pos. | Atletas                           | País             | Tempo   |    |
| ---- | --------------------------------- | ---------------- | ------- | -- |
| 1    | Zac Purchase, Mark Hunter         | GBR Grã-Bretanha | 6:29.56 | FA |
| 2    | Marcello Miani, Elia Luini        | ITA Itália       | 6:31.16 | FA |
| 3    | Eyder Batista, Yunior Perez       | CUB Cuba         | 6:33.60 | FA |
| 4    | Jonathan Koch, Manuel Brehmer     | GER Alemanha     | 6:37.07 | FB |
| 5    | Maxime Goisset, Frederic Dufour   | FRA França       | 6:41.18 | FB |
| 6    | Douglas Vandor, Cameron Sylvester | CAN Canadá       | 6:49.28 | FB |

#### Semifinal A/B 2
| Pos. | Atletas                                | País              | Tempo   |    |
| ---- | -------------------------------------- | ----------------- | ------- | -- |
| 1    | Dimitrios Mougios, Vasileios Polymeros | GRE Grécia        | 6:24.61 | FA |
| 2    | Mads Rasmussen, Rasmus Quist           | DEN Dinamarca     | 6:26.49 | FA |
| 3    | Zhang Guolin, Sun Jie                  | CHN China         | 6:29.29 | FA |
| 4    | Storm Uru, Peter Taylor                | NZL Nova Zelândia | 6:30.53 | FB |
| 5    | Samuel Beltz, Thomas Gibson            | AUS Austrália     | 6:32.32 | FB |
| 6    | Pedro Fraga, Nuno Mendes               | POR Portugal      | 6:39.23 | FB |

### Finais

#### Final D
| Pos. | Atletas                              | País              | Tempo   |
| ---- | ------------------------------------ | ----------------- | ------- |
| 1    | Mohamed Ryad Garidi, Kamel Ait Daoud | ALG Argélia       | 6:46.46 |
| 2    | Jang Kang-eun, Kim Hong-kyun         | KOR Coreia do Sul | 6:47.44 |

#### Final C
| Pos. | Atletas                                    | País          | Tempo   |
| ---- | ------------------------------------------ | ------------- | ------- |
| 1    | Kazushige Ura, Daisaku Takeda              | JPN Japão     | 6:23.02 |
| 2    | Zsolt Hirling, Tamás Varga                 | HUN Hungria   | 6:25.11 |
| 3    | Rodolfo Collazo Tourn, Angel Javier Garcia | URU Uruguai   | 6:30.61 |
| 4    | So Sau Wah, Chow Kwong Wing                | HKG Hong Kong | 6:34.48 |
| 5    | Thiago Gomes, Thiago Almeida               | BRA Brasil    | 6:36.24 |
| 6    | Devender Kumar Khandwal, Manjeet Singh     | IND Índia     | 6:44.48 |

#### Final B
| Pos. | Atletas                           | País              | Tempo   |
| ---- | --------------------------------- | ----------------- | ------- |
| 1    | Storm Uru, Peter Taylor           | NZL Nova Zelândia | 6:27.14 |
| 2    | Pedro Fraga, Nuno Mendes          | POR Portugal      | 6:28.47 |
| 3    | Jonathan Koch, Manuel Brehmer     | GER Alemanha      | 6:28.66 |
| 4    | Samuel Beltz, Thomas Gibson       | AUS Austrália     | 6:30.11 |
| 5    | Maxime Goisset, Frederic Dufour   | FRA França        | 6:32.65 |
| 6    | Douglas Vandor, Cameron Sylvester | CAN Canadá        | 6:40.80 |

#### Final A
| Pos. | Atletas                                | País             | Tempo   |
| ---- | -------------------------------------- | ---------------- | ------- |
|      | Zac Purchase, Mark Hunter              | GBR Grã-Bretanha | 6:10.99 |
|      | Dimitrios Mougios, Vasileios Polymeros | GRE Grécia       | 6:11.72 |
|      | Mads Rasmussen, Rasmus Quist           | DEN Dinamarca    | 6:12.45 |
| 4    | Marcello Miani, Elia Luini             | ITA Itália       | 6:16.15 |
| 5    | Zhang Guolin, Sun Jie                  | CHN China        | 6:16.69 |
| 6    | Eyder Batista, Yunior Perez            | CUB Cuba         | 6:19.96 |

Legenda
| Recorde mundial      | Recorde mundial (World record)               |                       | Recorde africano                      | Recorde africano (African) |                                           | Q | Classificado por posição (Qualified) |
| Recorde olímpico     | Recorde olímpico (Olympic record)            | Recorde da América    | Recorde da América (Americas)         | q                          | Classificado por melhor tempo (Qualified) |   |                                      |
| Melhor marca do ano  | Melhor marca do ano (World leading)          | Recorde asiático      | Recorde asiático (Asian)              | DNS                        | Não largou (Did not start)                |   |                                      |
| Recorde nacional     | Recorde nacional (National record)           | Recorde europeu       | Recorde europeu (European)            | DNF                        | Não terminou (Did not finish)             |   |                                      |
| Recorde pessoal      | Recorde pessoal do atleta (Personal best)    | Recorde da Oceania    | Recorde da Oceania (Oceania)          | DSQ / DQ                   | Desclassificado (Disqualified)            |   |                                      |
| Recorde da temporada | Recorde da temporada do atleta (Season best) | Recorde sul-americano | Recorde sul-americano (South America) | NM                         | Sem marca (No mark)                       |   |                                      |

### Remo
| S | Classificado(a) para as semifinais |    |                        | FA | Final A (disputa de medalhas) |  |  | FD | Final D (sem medalhas) |
| Q | Classificado(a) para as quartas    | FB | Final B (sem medalhas) | FE | Final E (sem medalhas)        |  |  |    |                        |
| R | Classificado(a) para a repescagem  | FC | Final C (sem medalhas) | FF | Final F (sem medalhas)        |  |  |    |                        |